# Glenn Talbot
Il colonnello Glenn Talbot è un personaggio dei fumetti creato da Stan Lee (testi) e Steve Ditko (disegni), pubblicato dalla Marvel Comics. La sua prima apparizione avviene in Tales to Astonish (vol. 1) n. 61 (novembre 1964).
Subordinato del Generale Ross, Talbot è un antagonista ricorrente delle storie di Hulk. La sua principale vittoria verso il Golia Verde è stato assisterne direttamente alla trasformazione, cosa che ha portato allo smascheramento di Banner da parte dei militari ed all'inizio della sua vita da fuggitivo.

## Biografia del personaggio
Nato in una famiglia di militari, il maggiore Talbot viene assegnato alla Base Gamma, in Nuovo Messico, sotto esplicita richiesta del Generale Ross. Sebbene il suo incarico ufficiale sia quello di responsabile della sicurezza, la missione assegnatagli in segreto dal generale è in realtà tenere d'occhio le attività di Bruce Banner, le cui continue sparizioni hanno insospettito Ross (ignaro che lo scienziato sia Hulk) fino al punto di crederlo in qualche modo collegato al mostro verde a cui dà la caccia; cosa di cui in breve si persuade anche Talbot.
La segreta speranza del generale, inoltre, è che il maggiore possa conquistare l'amore di sua figlia Betty, dato che vorrebbe al suo fianco un uomo tutto d'un pezzo come lui piuttosto che il gracile e timido dottor Banner, verso cui invece essa è molto attratta.
Poco dopo il suo arrivo, Talbot assiste di persona alla trasformazione di Banner in Hulk e, dopo aver informato i suoi superiori che i due sono in realtà la stessa persona, fa sì che, prima il governo statunitense e in seguito il resto del mondo, dichiarino il suo odiato rivale in amore un pericoloso ricercato, costringendolo a iniziare una vita da fuggitivo.
Sbarazzatosi dello scienziato, Talbot ha dunque campo libero con Betty, che sposa poco tempo dopo. Il matrimonio tra i due non ha tuttavia lunga durata poiché la donna non smette di amare Banner nonostante la situazione in cui si trovi. Dopo il divorzio Talbot diviene talmente ossessionato da Hulk da sviluppare verso di lui un desiderio omicida e, promosso a colonnello, diviene il supervisore delle operazioni degli Hulkbusters subentrando a Ross, dimessosi a seguito di un esaurimento nervoso.
La sua sete di vendetta verso Banner lo porta ad un livello di follia per il quale spesso le sue decisioni si rivelano essere un pericolo per i civili ed i suoi stessi uomini più che per Hulk tanto che, dopo che il congresso gli taglia i fondi, egli decide di affrontare il Gigante di Giada personalmente in Giappone servendosi di un prototipo di War Wagon, azione che risulta nella sua morte.
Successivamente è tuttavia riapparso, inspiegabilmente ancora in vita, sebbene poi sia stato rivelato trattarsi solo di un Life Model Decoy tanto ben programmato da autoconvincersi di essere reale. Il vero Talbot viene resuscitato dal Re del Caos, tuttavia ritorna nel regno dei morti nel momento in cui questi viene sconfitto.

## Altre versioni

### House of M
Nella realtà alternativa di House of M Talbot è sposato con Betty.

### Ultimate
Nell'universo Ultimate, Talbot è un generale, intimo amico e confidente di Ross, che lavora nel think tank del Baxter Building.

### Avengers: X-Sanction
Nella saga Avengers: X-Sanction, Cable scambia l'Hulk Rosso per un criminale del suo futuro chiamandolo "Talbot", suggerendo che una versione di Talbot sia diventata Rulk. In un futuro ipotetico il presidente degli Stati Uniti è un Hulk Rosso con dei baffi simili a quelli Talbot.

## Altri media

### Cinema
- Il maggiore Glenn Talbot è l'antagonista secondario del film Hulk (2003), interpretato da Josh Lucas.

### Televisione
- Il maggiore Talbot compare nella serie animata degli anni sessanta The Marvel Super Heroes.
- Talbot, ribattezzato Ned, è un personaggio ricorrente nella serie animata di Hulk del 1982.
- Nella serie animata di Hulk del '96, il maggiore Talbot è il braccio destro di Ross.
- Nella serie Avengers - I più potenti eroi della Terra, il personaggio compare, col grado di colonnello, come membro degli Hulkbusters.
- In Iron Man: Armored Adventures compare una versione asioamericana, molto più positiva ed affiliata allo S.H.I.E.L.D. di Talbot.
- Il colonnello Talbot, interpretato da Adrian Pasdar, è un personaggio ricorrente nella serie televisiva del Marvel Cinematic Universe Agents of S.H.I.E.L.D.[17], in cui, a differenza della controparte cartacea, è sposato con una donna di nome Clara, e ha un figlio di undici anni, George[18]. Promosso generale di brigata nel corso della serie[18], nonostante le molte divergenze, col tempo diventerà uno dei più frequenti e fidati collaboratori dello S.H.I.E.L.D. e di Coulson. Subirà un trauma causato da un colpo di pistola infertogli da un LMD con le fattezze di Daisy Johnson. Verrà poi "curato" dall'Hydra, e una volta liberato per aiutare nella difesa contro un attacco alieno assorbirà il Gravitonium, diventando un essere potentissimo in grado di manipolare la gravità e assorbire le persone.

### Videogiochi
- Il personaggio è un boss di fine livello del videogioco L'incredibile Hulk.